# ローレンツ・オーケン

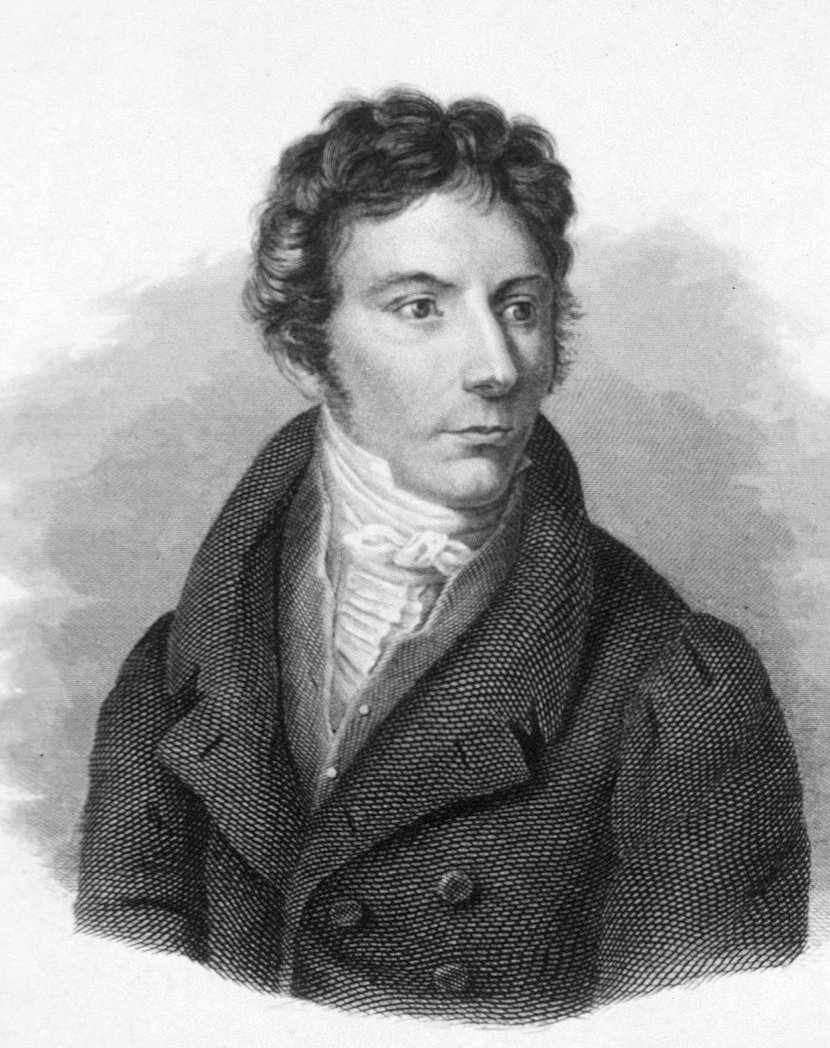
Lorenz Oken

ローレンツ・オーケン（Lorenz Oken 、1779年8月1日 - 1851年8月11日）は、ドイツの博物学者、自然哲学者である。

## 生涯
バーデン＝ヴュルテンベルク州のBohlsbach（現在のオーフェンブルクの一部）に生まれた。姓はOkenfusで後に自らオーケンに改めた。フライブルク大学、ビュルツブルク大学で博物学と医学を学んだ。1802年にフリードリッヒ・シェリングの自然哲学に関する論文"Ubersicht des Grundrisses des Systems der Naturphilosophie im Geist der Naturphilosophie Schellings"を発表し、ドイツの『自然哲学』の指導者の一人となった。ゲッティンゲン大学の私講師を務めた後、1807年に、ゲーテの推薦によってイェナ大学の医学の教授の地位を得た。1817年から1848年まで、科学、文化、歴史を扱う雑誌『イージス』（"Isis"）を発行した。この雑誌に政治的な批判がされたことによって、『イージス』の発行をやめるかイェナ大学の教授の辞任を求められ、教授職を辞してルドルシュタットで『イージス』の出版を続けた。
1828年に新たに設立されたミュンヘン大学の私講師になり、すぐに教授となった。他の大学に移ることを求められた1832年にドイツを去り、1833年にチューリッヒ大学の博物学の教授となり、没するまでその職にあった。
オーケンの学問的な活動はシェリングの自然が一つの精神によって統一されているという哲学を受けて、有機界の統一を主張し動物界をひとつの大きな有機体とみて、個々の動物はその部分であると解した。最高の動物である人間を反映し、その他の動物は人間の胚発生の各段階に対応する形態をもつのであると主張した。また海水の中に原始粘液体が生じ、それが小胞（滴虫（Urschleim）と呼んだ）となって、すべての生物は、滴虫が変様し発展したと主張した。後の細胞説を暗示したとも評価されている。
オーケンはシェリング学派の自然哲学者の代表であり、1800年前後の数十年間に、「ドイツ自然哲学」またはロマン派の自然探求が盛んであった時代は近代科学の成立後と実証科学が確立前の狭間の時代であった。シェリングの自然哲学をドイツの化学・薬学を先導したリービッヒは「空虚な抽象物でつくられた死せる骸骨」であると酷評し、植物学者のシュライデンは「自然科学は自滅したくなければシェリングと彼の哲学を完全に黙殺しなければならない」と警告を発した。

## 著書
- Die Zeugung (1805)
- Abriß des Systems der Biologie (1806, ein auch sprachschöpferisch ehrgeiziges Werk)
- Über das Universum als Fortsetzung des Sinnensystems (1808)
- Erste Ideen zur Theorie des Lichts, der Finsternis, der Farben und der Wärme (1808)
- Grundzeichnung des natürlichen Systems der Erze (1809)
- Lehrbuch der Naturphilosophie (1809-1811)
- Esquisse du système d'anatomie, de physiologie et d'histoire naturale (Paris 1821)